# Corporales
Corporales is een gemeente in de Spaanse provincie en regio La Rioja met een oppervlakte van 8,41 km². Corporales telt 43 inwoners (1 januari 2016).

## Demografische ontwikkeling
Bron: INE, 1857-2011: volkstellingen
Opm.: In 1857 werd de gemeente Morales aangehecht